# Твелькмейер, Виктор Фёдорович
Виктор Фёдорович Твелькмейер (1902—1956, Ленинград) — советский архитектор.

## Биография
Виктор Твелькмейер родился 25 февраля 1902 года.
В 1926 году окончил Высший художественно-технический институт в Ленинграде (бывш. Императорская Академия художеств). Преподавал в Институте живописи, скульптуры и архитектуры им. И. Е. Репина (ИЖСА). Профессор. Заместитель директора ИЖСА, затем — ректор института (1944—1947).
Скончался в 1956 г. Похоронен на «Литераторских мостках» Волкова кладбища.

## Проекты и постройки
- Котельная и турбинный зал на Добрушской писчебумажной фабрике «Герой труда» в Белоруссии (1928 г.)
- Сясьский целлюлозно-бумажный комбинат им. тов. Сталина. Близ ст. Лунгачи. Ленинградская область. Сясьстрой. (1929 г.)
- Дом культуры Сясьского комбината (1930 г.; проектное бюро «Ленинградбумтреста»)
- Ясли Сясьского комбината (1930 г.)
- Клуб на 500 человек
- Выборгский райсовет в Ленинграде (1931 г.; конкурс всесоюзный; 1-я премия; соавторы: Даугуль В. Г., Твелькмейер Л. Б., Серебровский Б. М.)
- Молококомбинат в Ленинграде на территории Скотопригонного двора (1932 г.; построен в 1933 г., разрушен в 2012 г.; соавторы: Соколов А. М., Фомин И. И.)
- «Новый Мурманск» — планировка города (1932 г.; конкурс; соавтор Соколов А. М.)
- Дом правительства Абхазской ССР (1933 г.; соавтор Соколов А. М.)
- Выборгское районное звуковое кино на 1300 мест в Ленинграде (1933 г.; соавтор Соколов А. М.)
- Дом культуры в Кондопоге, ст. Кивач Кировской ж. д. (1933 г.; соавтор Соколов А. М.)
- Всесоюзный институт экспериментальной медицины (ВИЭМ) в Ленинграде (1933 г.; I-й вариант; соавторы: Соколов А. М., Френк Г. Х.)
- Гостиница моряков тралового флота в Мурманске (1934 г.; соавтор Соколов А. М.)
- Всесоюзный институт экспериментальной медицины (ВИЭМ) в Москве (1935 г.; V-й вариант; соавторы: Соколов А. М., Френк Г. Х.)
- Трёхзальный кинотеатр на 1200 мест (1936 г.)
- Колхозный кино-клуб на 300 мест (1937 г.; соавтор Соколов А. М.)

### Печатные труды В. Ф. Твелькмейера
- Очерки и материалы по истории строительно-архитектурного дела в России. В помощь изучающим историю русской архитектуры. Л. 1956.